# Kolana Utara
Kolana Utara is een bestuurslaag in het regentschap Alor van de provincie Oost-Nusa Tenggara, Indonesië. Kolana Utara telt 1229 inwoners (volkstelling 2010).